# Alexander Herzenstichting

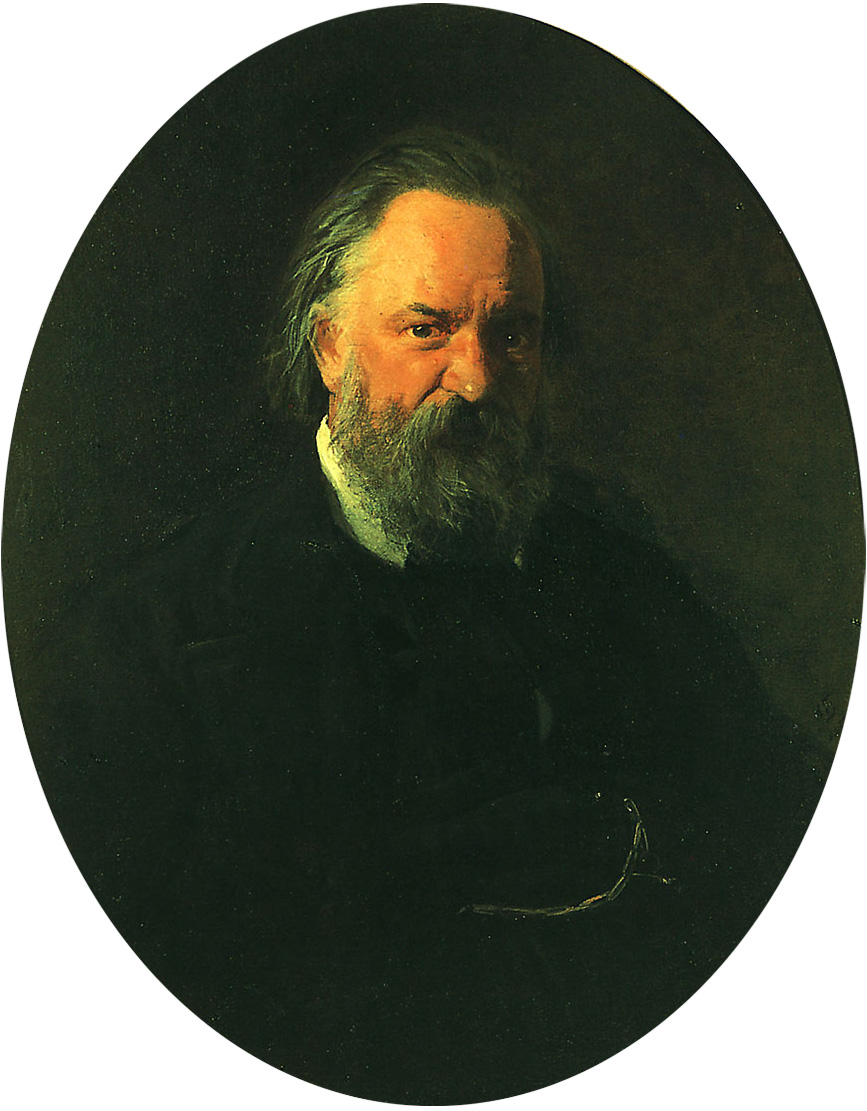
Alexander Herzen, geschilderd door Nikolaj Nikolajewitsj Ge

De Alexander Herzenstichting of Alexander Herzen Foundation is een in 1969 opgerichte stichting die als doel had dissidente sovjetliteratuur in het Westen uit te (laten) geven in de oorspronkelijke taal of in vertaling. Initiatiefnemer was de slavist Karel van het Reve (1921-1999). De Alexander Herzenstichting is er als eerste in geslaagd om in de Westerse wereld onder anderen de toenmalige sovjetdissidenten Andrej Amalrik, Joeli Daniel, Larisa Bogoraz, Andrej Sinjavski en Pavel Litvinov uit te geven. De stichting is opgeheven in 1998.

## Oprichting
De Alexander Herzenstichting is op 19 mei 1969 opgericht in Amsterdam door de slavist Karel van het Reve, de historicus Jan Willem Bezemer, en de Amerikaanse politicoloog Peter Reddaway. De stichting is vernoemd naar Alexander Herzen, de filosoof en publicist die in 1853 een onafhankelijke Russische uitgeverij had opgericht.
In 1967 en 1968 was Karel van het Reve een jaar lang correspondent van Het Parool in Moskou. Naast het doorgeven van nieuws, het vertalen van nieuws en het schrijven van reportages legde hij contacten met wat toen sovjetdissidenten genoemd werden. Van het Reve publiceerde de dissidente teksten in Het Parool en elders. De belangrijkste dissidente publicatie, waarmee de schrijver Andrej Sacharov wereldwijd bekend werd als criticus van het sovjetregime en als denker over vrede en veiligheid, was Pleidooi voor een menswaardig bestaan. Dit was de opmaat voor de Alexander Herzenstichting.
De stichting werd opgericht om de zogeheten samizdat-literatuur - met de hand vermenigvuldigde teksten die het sovjetregime onwelgevallig waren - in het Westen uitgegeven te krijgen (of uit te geven) en de opbrengsten veilig te stellen voor de auteurs van die teksten. Door het uitgeven van de teksten in de oorspronkelijke taal werden de Sovjetauteurs ook beschermd tegen oneigenlijke of slechte vertalingen van buitenlandse uitgeverijen.
De stichting is in 1998 opgeheven omdat de Koude Oorlog en de verregaande onderdrukking van de persvrijheid in Rusland ten einde was.

## Resultaten
De stichting heeft een aantal als belangrijk beschouwde teksten uitgegeven of uit laten geven, zoals:
- Andrej Amarik, Haalt de Sovjet-Unie 1984 (1969)
- Pavel Litvinov, The Trial of the Four. A collection of Materials on the Case of Galanskov, Ginzburg, Dobrovolsky & Lashkova (1972)

De Alexander Herzenstichting heeft een kleine rol gespeeld bij de ineenstorting van de Sovjet-Unie door de leugenpropaganda van het regime te ondermijnen. De stichting heeft daarnaast bijgedragen aan de Nederlandse opinievorming over Sovjetdissidenten.